# DNA-bindingsdomein

Structuur van DNA-bindingsdomeinen in verschillende transcriptiefactoren

Een DNA-bindingsdomein of DBD (Engels: DNA-binding domain) is een onafhankelijk gevouwen eiwitdomein met ten minste één motief dat dubbel- of enkelstrengs-DNA herkent. Een DNA-bindingsdomein herkent een specifieke DNA-sequentie of heeft een algemene affiniteit tot DNA. In sommige DNA-bindingsdomeinen kunnen in de gevouwen structuur ook nucleïnezuren voorkomen.

## Functie
Een of meer DNA-bindingsdomeinen zijn vaak onderdeel van een groter eiwit, bestaande uit toegevoegde eiwitdomeinen met een verschillende functie. De toegevoegde domeinen reguleren vaak de activiteit van het DNA-bindingsdomein. De functie van DNA-binding is ofwel structureel of deelnemen aan de regulatie van de transcriptie, waarbij beide functies soms overlappen.
DNA-bindingsdomeinen met een functie waarbij de structuur van het DNA is betrokken spelen een biologische rol bij replicatie, repair, opslag en verandering van DNA, zoals DNA-methylering.
Veel eiwitten die betrokken zijn bij de regulatie van de genexpressie bevatten DNA-bindingsdomeinen. Zo worden bijvoorbeeld eiwitten die de transcriptie regelen door zich aan DNA te binden transcriptiefactoren genoemd. Het uiteindelijke effect van de meeste opeenvolgende signaaltransducties in een cel is genregulatie.
DNA-bindingsdomeinen hebben een wisselwerking met de DNA-nucleotiden op een DNA-specifieke sequentie of op een niet-specifieke sequentiële manier, maar zelfs bij niet-specifieke sequentieherkenning bestaat een bepaalde moleculaire complementariteit tussen het eiwit en het DNA. DNA-herkenning door het DNA-bindingsdomein kan plaatsvinden op de grote of kleine groeve van het DNA of op de desoxyribosefosfaat-ruggengraat van het DNA. Een bepaald type van DNA-herkenning is aangepast aan de functie van het eiwit. Zo knipt bijvoorbeeld het DNA-knip-enzym DNAse I het DNA bijna willekeurig en moet het dus aan het DNA binden op een niet-specifieke sequentie. Maar DNAse I herkent ook een bepaalde driedimensionale DNA-structuur en geeft zo een enigszins specifiek DNA-knippatroon dat gebruikt kan worden bij DNA-herkenning in het DNA-onderzoek (zogenaamde DNA-footprints).
Veel DNA-bindingsdomeinen moeten specifieke DNA-sequenties kunnen herkennen, zoals DNA-bindingsdomeinen van transcriptiefactoren die specifieke genen activeren of domeinen van enzymen die DNA modificeren op bepaalde plaatsen, zoals restrictie-enzymen en telomerase. Het waterstofbindingspatroon in de grote groeve van het DNA is minder gedegenereerd dan dat van de kleine groeve, waardoor de grote groeve beter geschikt is voor herkenning van een specifieke DNA-sequentie.